# ネスレコンフェクショナリー
ネスレコンフェクショナリー株式会社は、かつてネスレ日本の子会社として2009年まで存在していた製菓会社。2010年1月1日付でネスレ日本に統合された。チョコレート菓子を主力とし、代表商品はキットカットなど。

## 主な商品
- キットカット
- エアロ
- フルール・ド・ショコラ
- Dr.ビーン
- ペルジナ ネロ
- クリスピー物語

## 沿革
- 1989年 - ネスレと不二家との合弁企業として、ネッスルマッキントッシュ株式会社設立。
- 1994年 - ネスレマッキントッシュ株式会社に社名変更。
- 2001年 - ネスレコンフェクショナリー株式会社に社名変更、本社を神戸市に移転。
- 2010年 - ネスレ日本と統合。